# Belgisch kampioenschap wielrennen voor nieuwelingen

De Belgische kampioenentrui

Het Belgisch kampioenschap wielrennen voor nieuwelingen was een jaarlijkse wielerwedstrijd in België voor renners van 15 en 16 jaar met Belgische nationaliteit. Er werd gereden voor de nationale titel.
Van 1928 tot 1965 was de categorie nieuwelingen open voor renners van 16 tot en met 18 jaar. Door enkele veranderingen in de leeftijdscategorieën werd in 1965 geen Belgisch kampioenschap voor nieuwelingen gereden. Vanaf 1966 was deelnemen mogelijk voor 15- en 16-jarigen. Sinds 2000 rijden de nieuwelingen eerstejaars en tweedejaars elk hun eigen Belgisch kampioenschap.

## Erelijst
| Jaar | Plaats             | Winnaar                | 2de                         | 3de                      |
| 1999 | Halen              | David Giancola         | Bert Demeulemeester         | Piet Casteleyn           |
| 1998 | Halle              | Damien Suray           | Pieter Ghyllebert           | Francesco Planckaert     |
| 1997 | Willebroek         | Kjell Gryspeert        | Wouter Van Mechelen         | Sven Vanthourenhout      |
| 1996 | La Calamine        | Gert Steegmans         | Tom Boonen                  | Bart Vanhoudt            |
| 1995 | Gits               | Joost Vanmeerhaeghe    | Andy Cappelle               | Jéröme Jourdain          |
| 1994 | Binche             | Jurgen Sterckx         | Yoeri Beyens                | Andy Michels             |
| 1993 | Halen              | Sven Spoormakers       | Steven Van Maldeghem        | Andy Michels             |
| 1992 | Buggenhout         | Bart De Ceuster        | Wesley Theunis              | Jurgen De Buysschere     |
| 1991 | Halanzy            | Frank Vandenbroucke    | Glenn D'Hollander           | Bart Willems             |
| 1990 | Opwijk             | Hendrik Van Dyck       | Geert Omloop                | Erwin Bollen             |
| 1989 | Herenthout         | Michel Stuut           | Yvan Segers                 | Pascal Putton            |
| 1988 | Grand-Rechain      | Kurt Van de Wouwer     | Steven Verheven             | Koen Deschuytter         |
| 1987 | Izenberge          | Jo Planckaert          | Erwin Thijs                 | Stany D'Hondt            |
| 1986 | Momignies          | Wilfried Nelissen      | Serge Baguet                | Glenn Huybrechts         |
| 1985 | Lummen             | Gerry Van Lierop       | Guy Verschueren             | Jan Sprangers            |
| 1984 | Sinaai             | Luc Heuvelmans         | Werner Van Looveren         | Peter Pocket             |
| 1983 | Aye                | Werner D'Hondt         | Yves Van Steenwinkel        | Philippe Huard           |
| 1982 | Lembeek            | Marnik Vansevenant     | Bruno Bruyère               | Carl Vanhee              |
| 1981 | Mettet             | Jerry Cooman           | Yves Verlinden              | Franky De Groote         |
| 1980 | Nijlen             | Corneille Daems        | Dirk Van Verre              | Danny Vanderaerden       |
| 1979 | Nandrin            | Didier Delvenne        | Ronny Van Sweefelt          | Erwin De Langhe          |
| 1978 | Harelbeke          | Eric Vanderaerden      | Marc Hufkens                | Patrick Van Stayen       |
| 1977 | Momignies          | Eric Vanderaerden      | Rudy Dhaenens               | Walter Lievens           |
| 1976 | Rapertingen        | Eric Borra             | Marc Maertens               | Peter Carbonelle         |
| 1975 | Aspelare           | Eddy Planckaert        | Jan Nevens                  | Eddy Temmerman           |
| 1974 | Aye                | Eddy Planckaert        | Carlo Derison               | Etienne De Wilde         |
| 1973 | Lembeek            | Hugues Cosaert         | Jacques Neyens              | Roland Liboton           |
| 1972 | Jambes             | Hendrik Devos          | Jean-Philippe Vanden Brande | Christian Dumont         |
| 1971 | Duffel             | Willy Wouters          | Eddy Van Puyenbroeck        | Wilfried De Greef        |
| 1970 | Nandrin            | Edward Pels            | Dirk Ongenae                | Geert Malfait            |
| 1969 | Ruddervoorde       | Karel Rottiers         | Jos Jacobs                  | Jozef Six                |
| 1968 | Tertre             | John Rottiers          | Norbert Boerewaartt         | Erik Van Lent            |
| 1967 | Helchteren         | Luc Duchamps           | Edward Veraa                | Daniel Moenaert          |
| 1966 | Meerbeke           | Gustaaf Wens           | Marc Demeyer                | Luc Slenart              |
| 1965 | niet gereden       | niet gereden           | niet gereden                | niet gereden             |
| 1964 | Tertre             | Herman Vrijders        | René Deckers                | Berno Thoma              |
| 1963 | Sint-Genesius-Rode | Robert Legein          | Jean-Marie Sohier           | Leopold Heuvelmans       |
| 1962 | Libramont          | Eddy Merckx            | Herman Van Loo              | Daniel De Hertogh        |
| 1961 | Deerlijk           | Walter Remon           | Gustaaf Meylaars            | Rik Looze                |
| 1960 | Rotheux            | Roger De Clercq        | Raoul Vanderrusten          | Theo Verschueren         |
| 1959 | Helchteren         | Martin Van Den Bossche | Roger Cooreman              | Joseph Dhondt            |
| 1958 | Scheldewindeke     | Robert Lelangue        | Benoni Beheyt               | Georges Van Coningsloo   |
| 1957 | Gembloux           | Raf Decocker           | Jozef Possemiers            | René Huyghens            |
| 1956 | Turnhout           | Jozef Scherens         | Leo Van Looy                | Ferdinand Goethals       |
| 1955 | Wasmuel            | René Baeyens           | Jaak De Boever              | Roger Vindevogel         |
| 1954 | Hoegaarden         | Valère Paulissen       | Piet Vergeylen              | Richard Everaerts        |
| 1953 | Barvaux            | Julien Schepens        | Georges Dequesne            | Marcel Dejonckheere      |
| 1952 | Wevelgem           | Frans Goossens         | Walter Redel                | Robert Lagast            |
| 1951 | Verviers           | Willy Vannitsen        | Frans Schoubben             | Norbert Stofferis        |
| 1950 | Helchteren         | Jules Van Holsbeke     | Constant Thielemans         | Frans Van De Water       |
| 1949 | Gembloux           | Willem Vandebosch      | Leon Van Daele              | Frans Vermeiren          |
| 1948 | Scheldewindeke     | Joseph Lefèvre         | Jos Schillebeeckx           | Léon Guimin              |
| 1947 | Gaurain-Ramecroix  | Lionel Huyvaert        | Leon De Lathouwer           | Robert De Bal            |
| 1946 | Herentals          | Raoul Hoolants         | René Meeuwis                | Louis Feynaerts          |
| 1945 | Namen              | Julien Plovie          | Raymond Van Avondt          | André De Bondt           |
| 1944 | niet gereden       | niet gereden           | niet gereden                | niet gereden             |
| 1943 | niet gereden       | niet gereden           | niet gereden                | niet gereden             |
| 1942 | niet gereden       | niet gereden           | niet gereden                | niet gereden             |
| 1941 | Hannut             | Marcel Rijckaert       | Rik Van Steenbergen         | Louis Saen               |
| 1940 | niet gereden       | niet gereden           | niet gereden                | niet gereden             |
| 1939 | Harelbeke          | Jos Hackselmans        | Jozef Van Linden            | Goerges Vermeire         |
| 1938 | Merksem            | Georges D'Haese        | Gustaaf Mels                | Albert Van Laere         |
| 1937 |                    | Herman Vandermerken    | Joseph Daems                | Victor Caluwé            |
| 1936 |                    | Joseph Van Geel        | Achiel Bruneel              | Roland Happaerts         |
| 1935 | Geldenaken         | Martin Van den Broeck  | Vital Sneyders              | Augustus Joseph Croes    |
| 1934 |                    | Albert Beirnaert       | Leon Troch                  | Charles Coppens          |
| 1933 |                    | Albert Ritserveldt     | Petrus De Vooght            | Jean Keymolen            |
| 1932 |                    | Albert De Weerdt       | René Pedroli                | Albert Vanderauwera      |
| 1931 |                    | Gustave Danneels       | Frans Depaepe               | André Van Hallemeersch   |
| 1930 |                    | Karel Kaers            | Emile Van Hulst             | Kamiel Van Den Driessche |
| 1929 |                    | Louis Roels            | Marcel Van Schil            | Clément Bombeek          |